# ساکانواوئه نو تامورامارو
ساکانواوئه نو تامورامارو (به ژاپنی: 坂上 田村麻呂 Sakanoue no Tamuramaro); ۱ ژانویهٔ ۰۷۵۸ – ۱۷ ژوئن ۰۸۱۱) سامورایی یک ژنرال و شوگون در دوره هی‌آن اهل ژاپن بود. وی پسر ساکانواوئه کاریتامارو بود.